# Velella lata
Espèce
Velella lata est une espèce d'hydrozoaires de la famille des Porpitidae, parfois considérée comme indistincte de Velella velella.